# Kolwezi
Kolwezi   este un oraș  în  partea de sud a Republicii Democrate Congo. Este reședința  provinciei  Lualaba. Centru minier (exploatări de cupru, cobalt, zinc).